# Papaver pseudotenellum
Papaver pseudotenellum är en vallmoväxtart som beskrevs av Valery Ivanovich Grubov. Papaver pseudotenellum ingår i släktet vallmor, och familjen vallmoväxter. Inga underarter finns listade i Catalogue of Life.